# Монте Сан Марино (Фрозиноне)
Монте Сан Марино је насеље у Италији у округу Фрозиноне, региону Лацио.
Према процени из 2011. у насељу је живело 1254 становника. Насеље се налази на надморској висини од 400 м.